# Tanjung Pinang (Merapi Barat)
Tanjung Pinang is een bestuurslaag in het regentschap Lahat van de provincie Zuid-Sumatra, Indonesië. Tanjung Pinang telt 870 inwoners (volkstelling 2010).